# Постоянный наблюдатель Святого Престола при Организации Объединённых Наций

Постоянный наблюдатель Святого Престола при Организации Объединённых Наций — представитель Римско-католической церкви в Организации Объединённых Наций. Святой Престол не является полноправным членом ООН, и поэтому не может голосовать, но в любое время может изменить свой статус.
С 2002 года, когда Швейцария поменяла свой статус и стала полноправным членом ООН, Святой Престол, который остается политически нейтральным субъектом в международных отношениях, является единственным государством, которое присутствует в ООН как неголосующая делегация со статусом «постоянного наблюдателя».

## Постоянные наблюдатели Святого Престола при Организации Объединённых Наций
- монсеньор Альберто Джованнетти — (1964—1973);
- архиепископ Джованни Кели — (25 июля 1973 — 18 сентября 1986 — назначен про-председателем Папского Совета по пастырскому попечению о мигрантах и странствующих);
- архиепископ Ренато Раффаэле Мартино — (3 декабря 1986 — 1 октября 2002 — назначен председателем Папского Совета справедливости и мира);
- архиепископ Челестино Мильоре — (30 октября 2002 — 30 июня 2010 — назначен апостольским нунцием в Польше);[2]
- архиепископ Фрэнсис Ассизи Чулликатт — (17 июля 2010 — 2 июля 2014, в отставке);
- архиепископ Бернардито Клеопас Ауса — (2 июля 2014 — 1 октября 2019 — назначен апостольским нунцием в Испании);
- архиепископ Габриэле Джордано Качча — (16 ноября 2019 — по настоящее время).